# Allium balansae
Allium balansae — вид трав'янистих рослин родини амарилісові (Amaryllidaceae), ендемік північної та східної азійської Туреччини.

## Опис
Цибулина яйцеподібна, діаметром ≈ 1 см; зовнішні оболонки перетинчасті. Стебло 6–12 см. Листків 2, 1–2 мм завширшки, зверху трохи жолобчасті, довші від стебла. Зонтик діаметром 2–2.5 см. Оцвітина дзвінчаста; листочки оцвітини глибоко рожево-фіолетові або бузкувато-рожевого забарвлення, овально-довгасті, 6–7 мм, дуже тупі. Коробочка ≈ 6 мм.
Період цвітіння: серпень.

## Поширення
Ендемік північної та східної азійської Туреччини.
Населяє кам'янисті гірські схили, мобільні та напівмобільні щебенисті насипи, серед дуже рідкої ломикаменної рослинності, 2440—2775 м.